# Martin Zozulák
Martin Zozulák (* 17. srpna 1987) bývalý český florbalista, vicemistr Česka z roku 2013, reprezentant, trenér a výrazná postava klubu Sokoli Pardubice.

## Klubová kariéra
Zozulák s florbalem začínal v klubu TJ Sokol Pardubice I v roce 1999. V mužském týmu poprvé nastoupil  v sezóně 2003/2004 ve 2. lize, do které Pardubice nově postoupily. O dva roky později v ročníku 2004/2005 se probojovali do nejvyšší soutěže. V první extraligové sezóně se v soutěži udrželi a Zozulák již byl nejproduktivnějším hráčem týmu. Ve třetím ročníku v nejvyšší soutěži, 2007/2008, se stal kapitánem týmu a znovu byl jeho nejproduktivnějším hráčem, ale Pardubice účast v lize již neobhájily.
Po sestupu Pardubic přestoupil Zozulák na jeden rok do klubu TJ JM Chodov. Když ale Pardubice v této sezóně postoupily zpět, vrátil se i on. Přestože se tým v lize v sezóně 2009/2010 udržel, Zozulák další ročník odehrál znovu za Chodov. V následné letní přípravě si v přátelském zápase proti Pardubicím zranil koleno a velkou část sezóny 2011/2012 nemohl hrát. V základní části dělal asistenta pardubickému trenéru Miroslavu Janovskému. Na hřiště se vrátil až v neúspěšném play-down.
Po dalším sestupu Pardubic nastoupil opět za Chodov, se kterým v sezóně 2012/2013 získali pohárový titul a poprvé v historii klubu se probojovali do finále ligy. Následně ještě stihl pomoci Pardubicím v baráži k postupu zpět. Zbytek hráčské kariéry již strávil v právě v Pardubicích. V sezóně 2013/2014 byl nejlepším střelcem Extraligy a v anketě Florbalista sezony byl zvolen nejužitečnějším hráčem soutěže a druhým nejlepším hráčem celkem.
S Pardubicemi každý rok bojovali o udržení v soutěži, s výjimkou sezóny 2017/2018, kdy postoupili do čtvrtfinále. O rok později již znovu jako kapitán dovedl Pardubice k vítězství v pohárové soutěži, kdy ve finále vstřelil rozhodující gól. V klubu měl i funkci sportovního ředitele a v roce 2019 se stal jeho generálním manažerem. Po sezóně 2019/2020 oznámil konec vrcholové hráčské kariéry a stal se trenérem týmu. Po neúspěšném začátku dalšího ročníku na lavičce na konci roku 2021 skončil a naopak se vrátil na hřiště, aby pomohl Pardubicím se záchranou v soutěži. Na trenérský post se vrátil v polovině dalšího ročníku, znovu ve snaze zachránit tým v lize, tentokrát již neúspěšně. Po sezóně pro rozpory z klubu odešel.

## Reprezentační kariéra
Zozulák reprezentoval Česko na mistrovství světa juniorů v roce 2005, kde ve vítězném zápase o páté místo vstřelil dva góly a na další dva asistoval a celkově byl nejproduktivnějším hráčem týmu na turnaji.
Za mužskou reprezentaci nastoupil poprvé na Euro Floorball Tour v roce 2007, kde byl nejproduktivnějším hráčem týmu. Na Akademickém mistrovství světa 2008 získal stříbro a jako nejlepší střelec byl zařazen do All Star týmu. Na dalších dvou mistrovstvích vysokoškoláků získal bronz a zlato.
Zúčastnil se jediného Mistrovství světa v roce 2014, kde český tým vybojoval třetí místo.
| Umístění | Soutěž                                       |
| -------- | -------------------------------------------- |
| 5.       | Mistrovství světa ve florbale do 19 let 2005 |
|          | Mistrovství světa ve florbale 2014           |